# Arrens-Marsous
Arrens-Marsous är en kommun i departementet Hautes-Pyrénées i regionen Occitanien i sydvästra Frankrike. Kommunen ligger i kantonen Aucun som tillhör arrondissementet Argelès-Gazost. År 2022 hade Arrens-Marsous 696 invånare.

## Befolkningsutveckling
Antalet invånare i kommunen Arrens-Marsous
| Referens: INSEE |